# Crotalaria nitens
Crotalaria nitens är en ärtväxtart som beskrevs av Carl Sigismund Kunth. Crotalaria nitens ingår i släktet sunnhampor, och familjen ärtväxter. IUCN kategoriserar arten globalt som livskraftig.

## Underarter
Arten delas in i följande underarter:
- C. n. gracilis
- C. n. nitens
- C. n. trichina